# Frank Hirsch

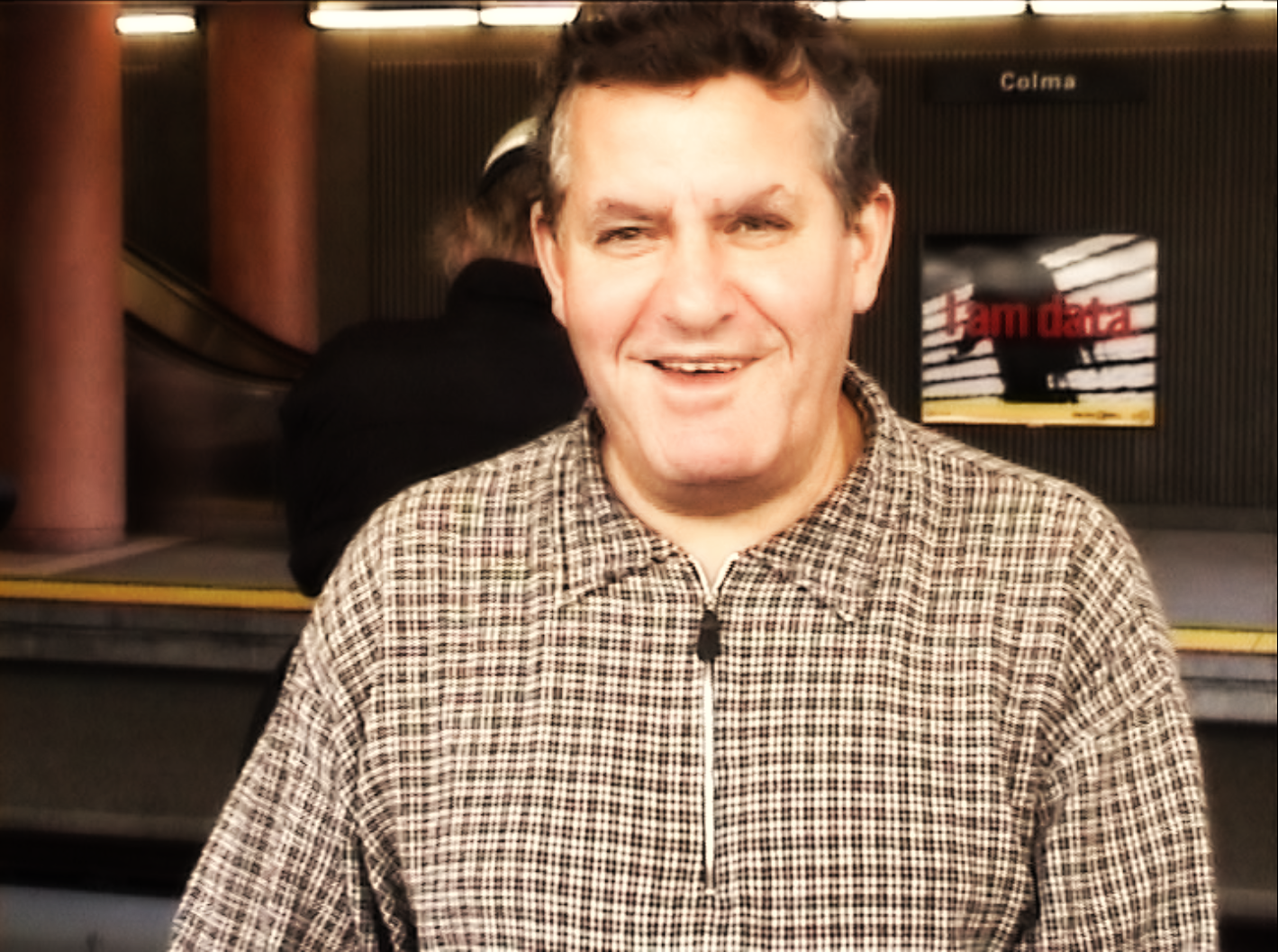
Frank Hirsch

Frank Hirsch (* 26. Juni 1939 in Stollberg; † 22. Februar 2006 in Leipzig) war ein deutscher Dirigent, Musikpädagoge und Präsident des Chorverbandes Sachsen.

## Leben
Frank Hirsch studierte von 1957 bis 1960 Schulmusik und Germanistik an der Universität und der Pädagogischen Hochschule in Leipzig. Seit 1960 war er an Leipziger Schulen als Fachlehrer für Musik und Deutsch sowie als Leiter von Schulchören tätig.
Im Jahr 1972 gründete Frank Hirsch den Max-Klinger-Chor, aus dem sich ein eigenständiger Kammerchor, ein Jugendchor und ein Kinderchor sowie ein Vorbereitungschor für die musikalische Früherziehung entwickelten. Die Max-Klinger-Chöre erlangten über Leipzig hinaus Bekanntheit und konzertierten unter der Leitung von Frank Hirsch in vielen europäischen Ländern sowie in den USA. Von 1993 bis 2006 wirkte Frank Hirsch als Präsident des Chorverbandes Sachsen.
Im Jahr 2001 wurde Frank Hirsch für sein Lebenswerk mit dem Verdienstkreuz am Bande des Verdienstordens der Bundesrepublik Deutschland geehrt.